# 閩侯県
閩侯県（びんこうけん）は、中華人民共和国福建省に位置する省直轄の県であり、しばらくの間、福州市の代理管轄下に置かれている。

## 歴史
196年（建安元年）に侯官県が設置されたのが行政区の始まりである。282年（太康3年）に侯官県より原豊県・温麻県が分離、南朝梁の天監年間（502年-519年）に侯官・原豊両県が合併し東侯県が成立した。隋代になると改称が続き589年（開皇9年）には原豊県、592年（開皇12年）には閩県と改称された。
623年（武徳6年）、閩県が分割され侯官・長渓・新寧（長楽）・温麻（連江）が設置された。766年（永泰2年）、侯官県西部に永泰県が、785年（貞元元年）には北部に梅渓県（後の閩清県）が新設された。981年（太平興国6年）、閩県が懐安・侯官・閩県に分割されたが、1580年（万暦8年）に懐安県が侯官県に編入された。
1912年（民国元年）、閩県と侯官県が統合され、それぞれの文字を取った閩侯県が成立し現在まで沿襲されている。

## 行政区画
下部に1街道、8鎮、6郷を管轄する
- 街道
  - 甘蔗街道
- 鎮
  - 白沙鎮、南嶼鎮、尚干鎮、祥謙鎮、青口鎮、南通鎮、上街鎮、荊渓鎮
- 郷
  - 竹岐郷、鴻尾郷、洋里郷、大湖郷、廷坪郷、小箬郷

## 交通

### 鉄道
- 福州地下鉄
  - 2号線
  - 5号線

### 道路
- 高速道路
  -  京台高速道路
  -  瀋海高速道路
  -  福銀高速道路（中国語版）
  -  福州環状高速道路（中国語版）
  -  甬莞高速道路（中国語版）
  -  福州南連絡線高速道路（中国語版）

- 国道
  - G104国道（中国語版）
  - G316国道（中国語版）
  - G355国道（中国語版）

## 出身者

### 政治家・官僚
- 陳籙 - 清・中華民国の政治家・外交官。北京政府で外交部次長（総長代理）をつとめる。後に中華民国維新政府に参加。
- 林森 - 中華民国の政治家。中国国民党の元老で、国民政府主席となる。
- 陳群 - 中華民国の政治家。中華民国維新政府・南京国民政府（汪兆銘政権）の要人。
- 林棨 - 中華民国・満洲国の司法官・官僚。満洲国初代最高法院院長。
- 沈覲鼎 - 中華民国（台湾）の外交官。沈葆楨の曾孫。駐日大使など各国大使を歴任。

### 軍人
- 劉冠雄 - 清末民初の海軍軍人。北京政府で海軍総長などをつとめる。
- 李鼎新 - 清末民初の海軍軍人。直隷派。北京政府で海軍総長をつとめる。
- 杜錫珪 - 清末民初の海軍軍人。直隷派。北京政府で海軍総司令、国務総理をつとめた。
- 楊樹荘 - 中華民国の海軍軍人。北京政府の海軍総司令、国民政府の初代海軍部部長。